# Municipio de Soltepec
El municipio de Soltepec es uno de los 217 municipios del estado mexicano de Puebla. El municipio se localiza en la parte central de estado de Puebla. Colinda al norte con el municipio de Rafael Lara Grajales, al sur con el municipio de Acatzingo, al este con el municipio de Mazapiltepec de Juárez y al oeste con Nopalucan. Tiene una superficie de 139.05 kilómetros cuadrados, que lo ubica en el lugar 94 con respecto a los demás municipios del estado.Sus coordenadas geográficas son los paralelos 19° 4′ 00″ y 19º 12' 42" de latitud norte y los meridianos 97° 40′ 36″ y 97° 12' 36" de longitud occidental.

## Toponimia
El nombre original de este agrupamiento humano se conoció con el nombre de Zoyaltepec, palabra que se compone de las siguientes raíces: "zoyatl", palma; "tepetl", cerro y "c" en, que significaba "en el cerro de la palmas". Posteriormente y con el correr de los años, la mencionada palma de zóyatl fue desapareciendo y por este motivo decidieron ponerle el nombre de Soltepec que significa "en el cerro de las codornices" que quiere decir en nahua "zollin": codorniz; "tepetl": cerro, y  "c": en.

## Orografía
El municipio se ubica dentro de la región morfológica de los Llanos de San Juan, planicie de origen lacustre formada por una pequeña cuenca endorreica cuya parte más baja está ocupada por la laguna de Totolcingo; presenta afloraciones salinas de tequesquite.
Sin embargo, la mayor parte del municipio es montañosa, pues es atravesada al sureste por una sierra que se prolonga hasta el municipio de Mazapiltepec; es una sierra irregular, que se alza 500 metros sobre el nivel del valle, presenta laderas abruptas y destacando los cerros Guiloa, Chiconguatze, La Magueyera, La Mesa y La Palizada.
Un desprendimiento de la sierra forma la loma La Cruz; ancha loma que ocupa el noroeste del municipio.
Al suroeste se inician propiamente faldas inferiores de la Malinche, presentándose entre las faldas y la sierra mencionada de un ancho valle intermontañoso que se inclina suavemente hacia el valle de Tepeaca, al sur.
El noreste del municipio presenta una topografía plana, característica de Los Llanos de San Juan. La altura del municipio oscila entre 2,360 y 2,920 metros sobre el nivel del mar.

## Hidrografía
El municipio pertenece a dos cuencas hidrográficas.  A la cuenca endorreica de los Llanos de San Juan y a la cuenca del río Atoyac.
No presenta sin embargo corrientes superficiales bien definidas, tan solo arroyos intermitentes sin importancia. Los arroyos originados en las estribaciones septentrionales de la sierra que se levanta al sureste y en la loma La Cruz se encauzan hacia el norte y después de un corto recorrido desaparecen.
En cambio los arroyos que bajan por las laderas occidentales de las estribaciones orientales de la misma Sierra, y por las estribaciones orientales de las faldas inferiores de la Malinche, se unen en el valle intermontaño para encauzarse hacia el valle de Tepeaca, formando las barrancas Tarasco, Salto de Gave y Xaxalapa.
Cuenta con una red de canales de riego que se conectan con la laguna Totolcingo.
Predomina el clima subhúmedo: se presenta en una franja latitudinal que cubre el sur, suroeste, noreste y centro del municipio.

### Principales Ecosistemas
El municipio presenta bosques de pino, encino y asociaciones de pino-encino en la ladera septentrional de la sierra que atraviesa al sur, en tanto que la ladera meridional presenta matorral desértico rosetófilo, asociado a vegetación secundaria arbustiva y pastizal inducido.
El resto del territorio está dedicado a la agricultura de temporal.
La fauna silvestre del municipio está formada por serpiente de cascabel, escorpión, cuije, lagartija, conejo, liebre, tlacuache, codorniz, búho, coyote, tecolote, lechuza, gavilán, gato montés, tuza, palomas y variedad de aves.

## Recursos Naturales
Existe una mina de mármol, localizada en la comunidad de San Mateo, a 8 kilómetros de la cabecera.

### Características del uso del suelo
El municipio presenta gran diversidad edafológica; se identifican suelos pertenecientes a seis grupos:
- Litosol: cubren todo el conjunto montañoso de La Palizada.
- Feozem: ocupa un área reducida del noreste.
- Solonchak: cubre un área más o menos grande del noreste.
- Cambisol: es el suelo predominante; cubre casi la totalidad de las zonas planas del municipio.
- Fluvisol: ocupa un área reducida del noreste del municipio.
- Regosol: se presentan en zonas dispersas por todo el municipio.

También presenta piedra de mármol que no se ha podido explotar.

## Economía
La economía de este municipio se encuentra en el sector primario, destacando la actividad agrícola y ganadera, aunque también predomina el comercio de granos y frutas de temporal, donde sus habitantes perciben recursos de la venta directa a intermediarios de granos como el maíz, frijol, haba, garbanzo etc, esto ocurre en meses de cosecha (diciembre a febrero), el sector terciario aunque incipiente está alcanzando niveles aceptables.
Por otro lado, las percepciones de las familias también proceden de la venta de frutos de temporal como la manzana por kilogramo en el mes de agosto,  dado que es un lugar donde existe variedad de esta, otra fuente importante de ingresos al igual que en la economía nacional son las remesas de los migrantes, (teniendo en consideración que a nivel federativo la economía esta sustenta después de los ingresos petroleros por las remesas) así como de otros oficios que realizan los habitantes principalmente en la ciudad de Puebla y el D.F. por lo que existe libre movilidad de mano de obra. "Los factores productivos tierra, trabajo y capital están en constante movimiento".
En el marco de la globalización el pueblo se ha visto beneficiado puesto que en el sector servicios a partir de 2005 han empezado a predominar los negocios denominados cibercafés donde se brinda el servicio de Internet, escaneado, fax así como asesoría en computación, dado lo anterior se viene a corroborar el impacto que han tenido las Tecnologías de la información al incorporarse tanto en el aspecto educativo como en la vida cotidiana de los habitantes, (población joven 12-25 años) haciendo que la información fluya en tiempo real y por ende la adquisición de conocimientos que han beneficiado a la población para insertarse en la nueva sociedad del conocimiento de tal forma que se cumple con uno de los pilares del PND Calderonista, sobre insertar a todas las comunidades en el aspecto tecnológico para hacer un México más competitivo.
La ubicación geográfica del lugar hace posible el acceso servicios públicos como el agua potable, la electricidad, obviamente servicios públicos puros y no excluyentes, por otro lado en cuanto a servicios de la iniciativa privada como los casos de las telefonía-internet , telefónica celular que ofrece Telmex y Telcel respectivamente, son también de la tipología de bienes como los del sector público, puesto que no existe competencia para brindar estos servicios, se considera que el acceso de los usuarios a las TIC`S es básicamente el acceso a un mercado imperfecto con presencia de mercados monopólicos.
Por otro lado la Paraestatal PEMEX hace poco más de 5 años instaló una gasolinera entre los límites del municipio con Mazapiltepec, lo que viene a reflejar el grado de desarrollo adquirido por el municipio. Antes los habitantes que deseaban comprar gasolina o diésel tenían que trasladarse hasta San Salvador El Seco y hoy en día este servicio está al alcance de los lugareños: al situarse en un punto estratégico ha habido una reducción de costos, tiempo y gasto de combustible al no tener que ir a adquirir estos bienes más lejos. 
En cuanto a infraestructura, el gobierno municipal ha promovido el adoquinamiento de calles, pavimentación y drenaje por lo que el sector social se ha beneficiado alcanzando mejores niveles de bienestar; recordemos que el bienestar económico es consecuencia ineludible del crecimiento económico.
En lo referente a la política social los habitantes tienen acceso a bienes públicos que el Estado provee de seguridad social vía la SSA (Secretaria de salud) Seguridad pública con la policía municipal, educación hasta nivel medio superior. Apoyos económicos en especie.
La vivienda de los habitantes es en un 100% de loza y raramente poseen pisos de tierra.
Se cuenta con vías de comunicación carretera que comunica al municipio con la capital del Estado, anteriormente existía el transporte ferroviario de pasajeros por parte de FN de M (Ferrocarriles Nacionales de México) dado que el primer tramo de vía férrea (México-Veracruz)tendida en el porfiriato cruza a la mitad del pueblo entre el área habitada y el ejido, hoy en día solo existe el denominado transporte de carga (trenes cargueros)desde que se concesionó el servicio en el sexenio de Ernesto Zedillo en el marco del desarrollo de política neoliberales.
Al ser en cierta forma una economía de autoconsumo, los niveles de pobreza son relativamente pequeños, pues no existe un nivel de pobreza extrema como la alimentaria, además que el municipio ha incorporado los programas de combate a la pobreza del Plan nacional de desarrollo denominado Vivir mejor, atacando al problema de la pobreza y elevando la calidad de vida de los habitantes incrementando el poder adquisitivo.

## Polìtica
En el municipio de Soltepec no existe abstinencia al voto, es un bando municipal democrático, representativo y popular, donde predominan cuatro partidos políticos, PRI, PAN, PRD, PT.
El actual presidente municipal es el C. Eligio Barrales Gonzalez Redes Sociales Progresistas (RSP)    

## Educación
Esta localidad cuenta escuelas desde educación preescolar hasta el bachillerato, por lo que se logra cubrir la educación básica y media superior. 
Destacan:
Educación primaria:
ESCUELA PRIMARIA OFICIAL BENITO JUAREZ   
ESCUELA PRIMARIA OFICIAL DARIO BALDERAS HERNANDEZ. . 
Educación Secundaria: ESCUELA SECUNDARIA TECNICA 39.
Educación media superior: BACHILLERATO OFICIAL OCTAVIO PAZ.
Cabe señalar que los antes señalados están ubicados en la cabecera municipal, y en cada una de las comunidades del municipio cuentan con Jardín de niños, y primaria. Algunas de ellas cuentan con telesecundarias, inclusive con dos bachilleratos más.
Observándose que el municipio puede abastecer su demanda escolar logrando preparar más a la población para desarrollarse en diversas áreas.
Cabe mencionar que terminando su educación media superior los jóvenes salen a buscar una oportunidad en diversas universidades como son la BUAP, UNAM,  o los tecnológicos de CD. Serdan, o Tecamachalco.

## Religiòn
El 90% de la población es católica, un 5% son testigos de Jehová, y otro 5% son de la iglesia de la Luz del mundo.
La religión predominante celebra a su santo patròn, San Hipólito Mártir el día 13 de agosto en su tradicional feria patronal denominada la feria de la Manzana.

## Cultura y costumbres
Los habitantes son mestizos, el pueblo tiene poco más de 300 años de antigüedad, tras la llegada de los españoles los habitantes tenían como lengua al nahuatl, desgraciadamente hoy en día ningún habitante lo habla, ni existen culturas indígenas.
El 13 de agosto se celebra la feria patronal, siendo la más importante, aunque también están las festividades de día de muertos (2 de noviembre) Y Semana Santa, esta es muy peculiar puesto que al igual que en Iztapalapa que se representa la pasión de Cristo en vivo, también en Soltepec se ha convertido en una tradición desde hace poco, a dicha procesión acuden cientos de fieles católicos y los habitantes tienen una tradición denominada "los judíos" que consiste en golpearse con lias (cuerdas duras) entre parejas para hacer las paces y al mismo tiempo castigarse por haber entregado al señor Jesucristo, últimamente esta tradición ha cobrado fuerza pues cada año lo transmiten por televisoras locales y nacionales, además de la prensa estatal, cabe mencionar que toda esta tradición acarrea miles de visitantes en la semana mayor, al municipio de Soltepec.

## Información adicional
Soltepec es el lugar indicado si se desea pasar unas vacaciones en familia alejado de la contaminación ambiental y auditiva,
es recomendable visitar el municipio en verano pues el paisaje se reviste del color verde de los árboles y la siembra, además que existe la feria del pueblo la cual consta de eventos culturales y religiosos impresionantes.
P.D. Pese a que se hace referencia del conteo del INEGI 2005 los datos no están actualizados en la página principal, los que aparecen son de 1995, en el censo de población y vivienda más reciente 2005 se registró 11115 habitantes, existe un estudio que lo corrobora www.sdr.gob.mx/Contenido/informacion%20municipal/FICHAS%20MUNICIPALES/acrobat/SOLTEPEC.pdf, aunque este último tiene algunos datos intencionados, verbigracia que de la población total más de 8000 habitantes son indígenas lo cual es una falacia, los habitantes de esta comunidad no nos adscribimos como pertenecientes a ninguna etnia pues ni los habitantes más longevos hablan alguna lengua indígena, ni se usa traje típico, eso fue una cifra para darle viabilidad al Instituto Nacional Indigenista.